# Leuchtkräftige Rote Nova

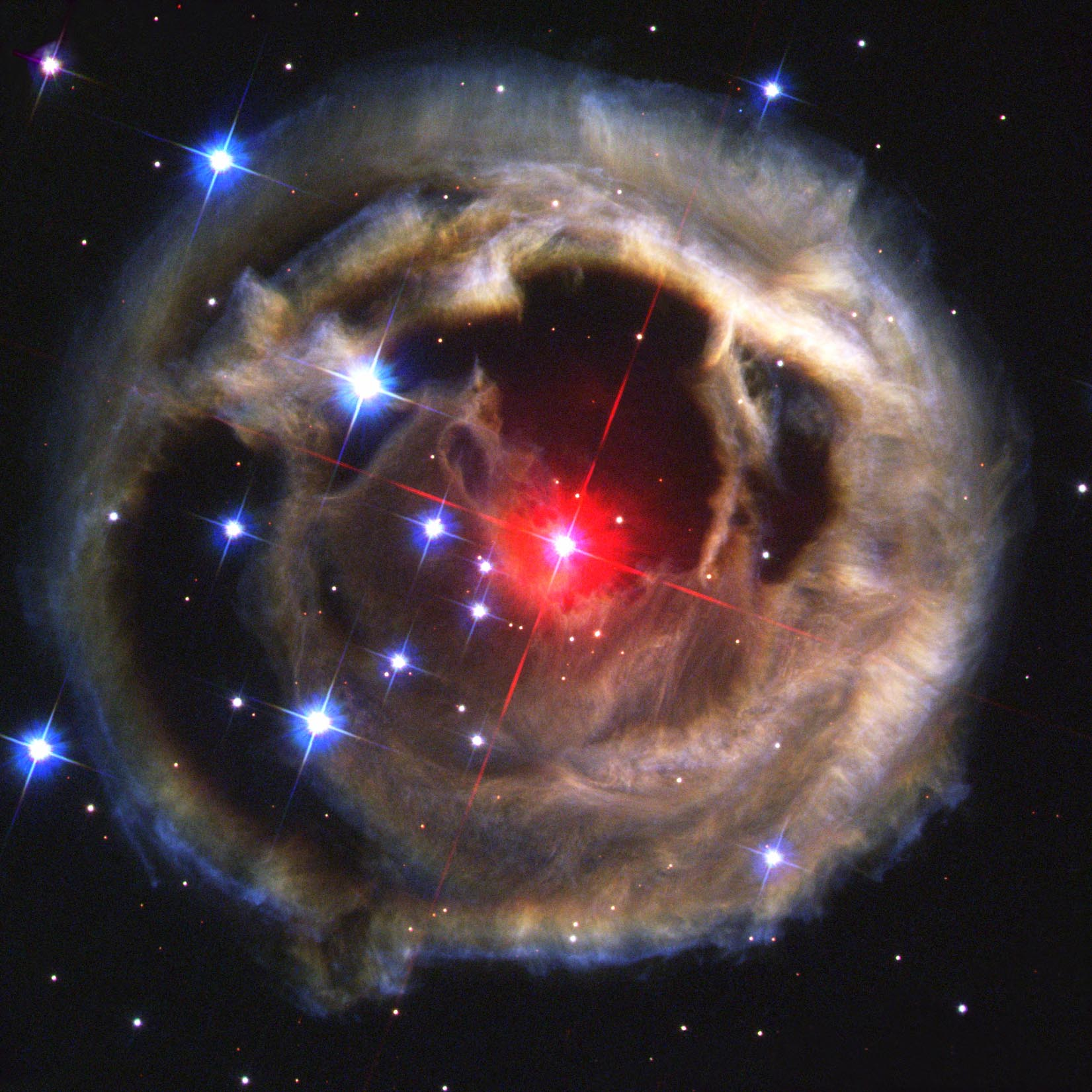
Aufnahme des Prototyps der Leuchtkräftigen Roten Nova V838 Mon

Leuchtkräftige Rote Novae, kurz Rote Novae, sind eine seltene Klasse von eruptiven veränderlichen Sternen (einer Unterklasse der veränderlichen Sterne). Diese Sternklasse entwickelt im Rahmen eines Ausbruchs eine intensive rote Farbe.

## Eigenschaften
Zu den Leuchtkräftigen Roten Novae werden neben dem Prototyp V838 Mon V4332 Sgr auch V1309 Sco sowie die extragalaktischen Sterne M31RV, NGC300 OT2008, M85 OT2006-1 und M99 PTF10FQS gezählt. Obwohl ihre optische Lichtkurve mit einem steilen Anstieg und langsamen Abfall der von klassischen Novae ähnelt, gibt es eine Reihe von Differenzierungsmerkmalen:
- Die Expansionsgeschwindigkeit der bei der Eruption beschleunigten Hülle liegt bei 100 km/s anstatt bei mehr als 1.000 km/s
- Hochionisierte Spektrallinien fehlen
- Bei klassischen Novae wird ein Teil des weißen Zwergs bei der Eruption abgesprengt. Eine entsprechende Signatur kann in den Spektren leuchtkräftiger roter Novae nicht nachgewiesen werden.
- die niedrige Temperatur der abgeworfenen Hülle einige Wochen nach der Eruption von nur 900 K im Fall von V838 Mon sowie das Auftreten eines starken Infrarotexzess.
- Im späten Stadium zeigt sich das Spektrum eines M- oder L-Überriesen
- Die Leuchtkraft der leuchtkräftigen roten Nova von circa einer Million Sonnenleuchtkräften ist zu groß in Relation zur Geschwindigkeit des Helligkeitsabfalls für klassische Novae und zu gering für eine Supernova

## Begriff
Neben den Begriffen Rote Nova oder Leuchtkräftige Rote Nova werden diese Sterne auch als intermediate-luminosity transient, intermediate-iuminosity optical transients oder als intermediate-luminosity red transients bezeichnet. Diese Bezeichnungen werden etwas weiter aufgefasst als der Begriff Rote Nova, da sie alle Ausbrüche von Sternen enthalten, deren maximale Leuchtkraft zwischen der einer klassischen Nova und einer Supernova liegen. Eine Eruptionsart, die zu den intermediate-luminosity optical transients, aber nicht zu den Leuchtkräftigen Roten Novae gezählt wird, ist eine große Eruption eines Leuchtkräftigen Blauen Veränderlichen. Die Entdeckung dieser neuen Klasse von veränderlichen Sternen ist die Folge von systematischen Suchaktionen nach Supernovae in naheliegenden Galaxien.

## Modelle
Um die Eruptionen zu erklären, sind die folgenden Modelle vorgeschlagen worden:
- Ein atypischer Novaausbruch basierend auf einem thermonuklearen Runaway an der Oberfläche eines weißen Zwergs, der über eine geringe Masse von nur 0,2 Sonnenmassen verfügt. Bei klassischen Novae beträgt die Masse des weißen Zwergs mehr als 0,5 Sonnenmassen.
- Auf oder nahe dem Asymptotischen Riesenast treten thermische Pulse auf, wenn im Kern des Sterns Kohlenstoff explosionsartig zündet. Das Fehlen einer zirkumstellaren Hülle, die typisch für Sterne auf dem Asymptotischen Riesenast ist, macht dieses Szenario unwahrscheinlich.
- Bei einem Helium-Blitz in einem massiven Stern zündet im Kern Helium und bei der Reaktion entsteht Kohlenstoff. Dieser Vorgang des explosiven Heliumbrennens kann in einigen Fällen zu einem starken Massenverlust mit dem Ausstoß einer zirkumstellaren Hülle führen.
- Eine atypische Supernova vom Typ IIn, die starker zirkumstellarer Extinktion ausgesetzt ist, könnte die Lichtkurve der roten Novae reproduzieren.
- Ein Mergerburst durch

1. die Verschmelzung zweier Sterne in einem Doppelsternsystem: Wenn sich die zwei Sterne bereits so weit angenähert haben, dass sie eine gemeinsame Hülle ausbilden, dann spiralt der kleinere Begleiter in die größere Komponente hinein, da er durch Reibung abgebremst wird, und die Umsetzung der Bewegungsenergie führt dabei zum Auswurf einer expandierenden Hülle. Für den Doppelstern KIC 9832227 wurde ursprünglich angenommen, dass solch ein Ereignis im Jahr 2022 eintreten werde. Dies stellte sich jedoch als ein Irrtum, zurückzuführen auf einen Tippfehler heraus.[6][7][8][9]
2. Der Einfang eines Exoplaneten könnte die beobachteten Energien freisetzen. In den letzten Jahren sind viele Exoplaneten in engen Bahnen um ihre Zentralsterne entdeckt worden. Kommen sich Stern und Planet zu nahe, beginnen ihre Atmosphären miteinander zu wechselwirken. Dies erhöht die Reibung und der Planet stürzt in den Stern. Die dabei freiwerdende Energie reicht zum Zünden des Deuteriumbrennens in der Atmosphäre des Sterns und dadurch steigt die Helligkeit wie beobachtet innerhalb weniger Tage stark an.

- Je nach Radien und Dichte der Sterne in einem engen Doppelsternsystem kann ein Stern durch die Gezeitenkräfte zerrissen werden und bildet dann eine Akkretionsscheibe um den massereicheren Hauptreihenstern. Die bei der Akkretion freiwerdende Gravitationsenergie wird dann als Rote Nova beobachtet.
- Akkretion von Materie auf einen Hauptreihenstern von einem AGB-Stern. Die dabei entstehende Akkretionsscheibe und Jets könnten die bipolare Form einiger planetarischer Nebel erklären.[10]
- eine Un-Nova (den direkten Gravitationskollaps eines massiven Sterns in ein Schwarzes Loch) mit geringerer Abgabe elektromagnetischer Strahlung als bei einer Supernova. Un-Novae werden auch als fehlgeschlagene Supernovae bezeichnet.[11]

## Beobachtungen
Durch Beobachtungen bestätigt wurden die Modelle der Mergerbursts und die Ausbrüche von massiven AGB-Sternen mit starker Extinktion.

### Mergerbursts

#### V1309 Sco
Für die im Jahre 2008 ausgebrochene leuchtkräftige rote Nova V1309 Sco liegen photometrische Daten aus den Jahren vor dem Ausbruch vor. In diesem Zeitraum zeigte sich ein Bedeckungslichtwechsel mit einer Periode von 1,4 Tagen. Der Lichtwechsel war typisch für ein Kontaktsystem. Die Periode hat in den sechs Jahren vor dem Ausbruch exponentiell abgenommen und die Lichtkurve war stark veränderlich. In dem Jahr vor dem Ausbruch war kein Bedeckungslichtwechsel mehr nachweisbar. Die Gesamthelligkeit von V1309 Sco stieg in den Jahren kontinuierlich an, um im Jahre 2007 um 1 mag abzufallen. Im folgenden Jahr ist die Helligkeit erst langsam angestiegen, um dann innerhalb weniger Wochen das Maximum mit einer Ausbruchsamplitude von 10 mag zu erreichen.
Der Vorgänger der Roten Nova war nach Simulationsrechnungen ein Doppelstern mit einer Gesamtmasse von circa 2 Sonnenmassen.

#### V838 Mon
Der Ausbruch wurde am 6. Januar 2002 entdeckt.
Durch einen Vergleich mit Archivbildern fand man heraus, dass er um den 1. Januar 2002 stattgefunden haben muss. Der erste Ausbruch war relativ unspektakulär und mit dem Verhalten eines Sterns vom Typ Nova vergleichbar.
Ein zweiter Ausbruch wurde am 2. Februar 2002 entdeckt.
V838 Mon verlor bei diesem Ausbruch im Gegensatz zu Novae oder Supernovae kaum Materie mit hoher Geschwindigkeit, sondern blähte sich enorm auf und verwandelte sich in einen kühlen Überriesen mit einem Durchmesser von über 1560 Millionen Kilometern.
Von 2004 bis 2006 zeigten die Beobachtungen Anzeichen eines blauen Begleitsterns. Diesen scheint die sich immer weiter ausdehnende Hülle etwa im Dezember 2005 erreicht zu haben. Schließlich hat die Hülle im Oktober 2006 Dimensionen erreicht, bei welchen der Begleiter völlig verschluckt wurde.

#### SN 2009ip
Ein Mergerburst kann auch zu Eruptionen führen, deren Leuchtkräfte die von Leuchtkräftigen Roten Novae deutlich übersteigen. Der Supernova Impostor SN 2009ip könnte das Ergebnis einer Verschmelzung eines supermassiven Sterns mit einer Masse von um die 100 Sonnenmassen und eines massereichen Sterns von circa 30 Sonnenmassen sein. Die Zeitskalen bei diesem Ausbruch entsprechen denen eines Mergerbursts wie bei V838 Mon, aber die Leuchtkräfte sind um einige Größenordnungen höher. Allerdings kann das Ereignis auch durch eine ungewöhnliche Kernkollapssupernova oder eine große Eruption eines Leuchtkräftigen Blauen Veränderlichen hervorgerufen worden sein.

### Explosive Vorgänge bei Super-AGB-Sternen
Zu der Gruppe von Roten Novae, die nicht aus einem Mergerburst hervorgehen, gehören SN 2008S, NGC300 OT2008, M85 OT2006-1, SN 2010da, SN 2010dn, PTF 10acbp und M99 PTF10FQS. Sie teilen die folgenden Eigenschaften:
- Der Vorgänger ist im Optischen nicht nachweisbar, da die optische Strahlung von zirkumstellaren Staub absorbiert wird
- Infrarothelligkeiten platzieren den Vorgängerstern an die Spitze der AGB-Entwicklung
- Die absolute visuelle Helligkeit während des Ausbruchs erreicht zwischen −13 und −15
- Während der Eruption zeigen sich schmale Emissionslinien mit Geschwindigkeiten deutlich kleiner als 3000 km/s
- Es gibt Anzeichen für zirkumstellaren Staub im nahen und mittleren Infrarot, der wahrscheinlich aus Karbonaten statt Silicaten besteht
- Der Vorläuferstern überlebt den Ausbruch nicht

Als Ursache für diese Untergruppe wurde die Geburt eines massiven Weißen Zwergs, eine lichtschwache Kernkollaps-Supernova oder der Ausbruch eines massiven Sterns diskutiert. Die Beobachtungsdaten entsprechen am besten der Interpretation der Geburt eines massiven Weißen Zwergs aus einem massereichen AGB-Stern von circa 10 Sonnenmassen. Allerdings ist nicht auszuschließen, dass es sich um ehemalige Rote Überriesen auf dem Entwicklungsweg zu wärmeren Temperaturen handelt.